# رقية (اسم)

اسم رقية يتوسط مربع سماوي اللون مكتوب ب"خط عربي" عادي.

اسم علم مؤنث في اللغة العربية، الجمع: رُقَيات ورُقْيات ورُقًى، وهي من الرقَّة والرقيّ والارتقاء وهو الصعود والرفعة الذوقية والخلقية.
يدلَّع الاسم للتحبيب في بعض المناطق المتحدثة بالعربية فيقولون: «رقّوش» و«رَقَّاوي» في اللهجة العراقية.

## قائمة لبعض الأشخاص في التاريخ الذين تسموا باسم رقية

### قريش
- رقية بنت محمد
- رقية بنت علي
- رقية بنت عمر
- رقية بنت الحسين
- رقية بنت الحسن المثنى
- رقية بنت هاشم

### سياسة
- رقية سلطان بيكم
- رقية صبيحة سلطان
- رقية السادات
- رقية الدرهم

### فن وإعلام
- رقية حسن
- رقية حسن محمد
- رقية الدمسيرية
- رقية ماغي
- رقية أحمد
- رقية تراوري
- رقية نيانغ

### أدب
- رقية المحارب
- رقية مقصود
- رقية حسن
- رقية زيدان
- رقية بنت العربي الأدوزية
- رقية ديالو

### رياضة
- رقية مزراوي
- رقية الغسرة
- رقية زيادي
- رقية مقيم
- رقية مروي